# パークコート赤坂 ザ タワー
パークコート赤坂 ザ タワー（パークコートあかさか ザ タワー）は、東京都港区赤坂に所在する超高層マンションである。

## 概要
かつては住宅地や業務地（日本コロムビア本社など）が混在して密集していたが、赤坂薬研坂南地区第一種市街地再開発事業によって再開発が行われ、建設された。上空からは三角形の形状を俯瞰できる。敷地内では歩道状空地や広場などが整備され、6,400本の植樹を行っている
。隣接する赤坂薬研坂北地区でも再開発が行われている。

## 沿革
- 2002年（平成14年） - 都市計画決定。
- 2006年（平成18年） - 着工。
- 2009年（平成21年） - 竣工。

## 周辺
- 赤坂サカス
- 赤坂御用地
- 赤坂駅